# Onthophagus pljushtchi
Onthophagus pljushtchi é uma espécie de inseto do género Onthophagus, família Scarabaeidae, ordem Coleoptera.
Foi descrita cientificamente por Ivanova em 2012.